# Бездна, круг седьмой
«Бездна, круг седьмой» — российский приключенческий фильм-драма режиссёра Владимира Басова-младшего (режиссёрский дебют) по сценарию Эдуарда Володарского.

## Сюжет
Два друга-авантюриста и искатели приключений Юра и Коля оказываются обладателями дорогой редкой иконы «Спас Ярое око», но это не приносит им радости, ведь охоту за антиквариатом, а значит теперь и за ними ведут очень многие, включая людей, готовых пойти на крайние меры ради обладанием ею.

## В ролях
- Андрей Соколов — Николай Гордеев
- Алексей Гуськов — Юрий Гаврилов
- Екатерина Редникова — Катя
- Ирина Апексимова — Ольга Фрейман, жена Николая
- Лия Ахеджакова — мать Ольги
- Игорь Кваша — отец Ольги
- Елена Майорова — Вера, жена Юрия
- Олег Шкловский — Мигель Орландо
- Владимир Басов — Дима
- Любовь Соколова — мать Николая
- Елена Финогеева — хозяйка галереи
- Артур Нищёнкин — сторож
- Леонард Варфоломеев — Степан Матвеевич
- Геннадий Рогов — эпизод

## Награды и номинации
Участник основного конкурса «Кинотавра» 1994 года.
Номинация на премию молодых кинематографистов «Зелёное яблоко — золотой листок» за 1993 год в категории «Лучшая женская роль» (Елена Майорова за фильмы «Макаров», «Бездна, круг седьмой», «Плащ Казановы»).

## Критика
Фёдор Раззаков оценил фильм как «страшную мистическую историю».
Александр Викторович Фёдоров: «Криминальная драма Владимира Басова в очередной раз рассказывает историю о том, как „люди гибнут за металл“. В „Бездне…“, правда, речь идёт о старинных иконах, ради обладания которыми совершаются кровавые преступления… Такого охотника за иконами и играет в фильме один из самых модных актёров 90-х Андрей Соколов. На мой взгляд, Соколов актёр очень неровный. Его холодноватая артистическая манера позволяет ему вполне достоверно создавать образы так называемых „отрицательных персонажей“… Однако, когда режиссёры пытаются использовать его в лирическом, или неоднозначном амплуа… Андрей Соколов выглядит на экране менее убедительно, если не сказать больше. Вот и „Бездне…“ актёру, думается, так и не удалось передать всю сложность и драматичность характера своего персонажа». Сам же Соколов высоко оценивал фильм Басова-младшего и своё участие в нём, который, по его мнению, качественно выделлся на общем фоне российской кинопродукции 1990-х.